# خوان کارلوس کابایرو
خوان کارلوس کابایرو (انگلیسی: Juan Carlos Caballero؛ زادهٔ ۲۹ سپتامبر ۱۹۷۸) بازیکن فوتبال اهل اسپانیا است.
از باشگاه‌هایی که در آن بازی کرده‌است می‌توان به باشگاه فوتبال ایبار و باشگاه فوتبال سویا اشاره کرد.